# Studio Fredman
Studio Fredman er et indspilningsstudie i Göteborg, Sverige, eget og drevet af musikproduceren Fredrik Nordström.
Det er meget populært blandt svenske metalgrupper og bands som At the Gates, Deathstars, Dimmu Borgir, Arch Enemy, Dark Tranquillity, In Flames, HammerFall, og Opeth har indspillet flere albums i studiet.